# Brideville FC
Der Brideville FC war ein 1920 gegründeter irischer Fußballverein in Dublin. Der Verein spielte von 1925 bis 1932, von 1935 bis 1943, sowie in der Saison 1944/45 in der League of Ireland, Irlands höchster Spielklasse. Brideville Dublin trug die Heimspiele zuerst im Richmond Park aus, später dann im Harold’s Cross Stadium. Der Verein konnte nie einen nationalen Titel erringen, erreichte aber zweimal das Finale des FAI Cups. 1945 erfolgte die Auflösung.

## Erfolge
- FAI Cup Finale (2)
  - 1927, 1930
- FAI Junior Cup (1)
  - 1925

### Platzierungen in der League of Ireland
| Saison  | Rang |
| ------- | ---- |
| 1925/26 | 6    |
| 1926/27 | 10   |
| 1927/28 | 6    |
| 1928/29 | 8    |
| 1929/30 | 5    |
| 1930/31 | 6    |
| 1931/32 | 10   |
| 1932/33 | −    |
| 1933/34 | −    |
| 1934/35 | −    |

| Saison  | Rang |
| ------- | ---- |
| 1935/36 | 11   |
| 1936/37 | 12   |
| 1937/38 | 4    |
| 1938/39 | 10   |
| 1939/40 | 10   |
| 1940/41 | 9    |
| 1941/42 | 6    |
| 1942/43 | 9    |
| 1943/44 | −    |
| 1944/45 | 7    |